# Жозеф-Марі Дессе
Жозеф-Марі Дессе (*Joseph Marie Dessaix, 24 вересня 1764 —†26 жовтня 1834) — французький генерал часів Першої імперії, граф.

## Життєпис
Народився 24 вересня 1764 року у м.Тонон-ле-Бен. Походив з родини лікаря. Спочатку обрав батьківську професію — навчався на лікаря у Турині, де у 1789 році отримав ступінь доктора медицини. після цього переїздить до Парижу, де має медичну практику. Втім у липні 1789 року записується до Національної гвардії. У 1791 року повернувся до дому, де намагався підняти повстання у Савойї, яка на той час належала Сардинському королівству. Після невдачі у 1792 році повертається до Парижу. За його ініціативи створені Аллоброзький легіон, капітаном якого став Дессе. Незабаром після цього приєднується до армії Анна-П'єра Монтеск'ю, у складі якої повертається до Савойї.
У 1793 році Дессе вже у складі Армії Східних Піренеїв. Тут він брав участь у придушенні заколоту в Марселі. 17 серпня отримує звання полковника. після взяття Марселя, був в армії, яка займалася облогою Тулона. після придушення різних заколотів у 1794 році Дессе переходить до Італійської армії. Під час кампанії 1796–1797 року він хоробро бився, але у ході битви при Ріволі потрапив у полон до австрійців. Після сьоми місяців полону Дессе повернувся до Франції, де був обраний до Ради п'ятисот.
Дессе не підтримав заколот 18 брюмера 1799 року. Тим не менш наполеон Бонапарт призначив його командувачем 27-ї напівбригади й відправив до Голландії. Тут послідовно комендантом Німвегена, Берген-на-Зумі, Роттердама, Дюссельдорфа, Ашаффенбурга, Франкфурта, Гааги, Бреди. 29 серпня 1803 року Наполеон дав Жозефу-Марі Дессе звання бригадного генерала, а у 1804 році — Орден Почесного легіону. В подальшому Дессе відзначився у військовій кампанії 1805 року, зокрема у битві при Ульмі.
У 1809 році його направили до італійської армії на чолі із Євгеном Богарне. Незабаром він очолив авангард усієї армії. Хоробро проявив себе у битві при Ваграмі. за численні звитяги у цій битві Дессе отримав звання дивізійного генерала. У 1810 призначається комендантом Амстердаму й водночас отримує звання графа імперії, у 1811 році стає кавалером Ордену Почесного легіону.
Під час військової кампанії 1812 року проти Росії очолював 4-ту піхотну дивізію 1 корпусу маршала Даву. Відзначився у взяті Могильова, битвах при Смоленську та Бородіно. під час останньої битви був серйозно поранений, тому тривалий час лікувався. В цей час він займав посаду коменданта Берліна. Втім особливим під час військових кампаній 1813 та 1814 років не відзначився.
Після першої реставрації Бурбонів зумів зберегти свої посади, але його підтримка Бонапарта під час Ста днів коштувала його усіх звань — у 1816 році Дессе було відправлено у відставку. В подальшому до 1830 року не брав участі у політичних та військових справах. Підтримав Липневу революцію 1830 року. Тоді ж став очільником ліонської національної гвардії. Помер Жозеф-Марі Дессе 26 жовтня 1834 року.